# Jean-Pierre Cassel

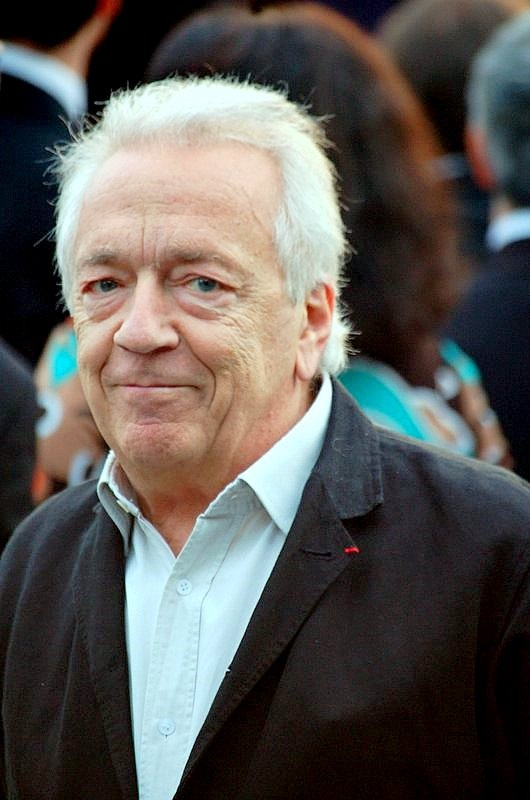
Jean-Pierre Cassel, 2006

Jean-Pierre Cassel (* 27. Oktober 1932 als Jean-Pierre Crochon in Paris; † 19. April 2007 ebenda) war ein französischer Schauspieler.

## Leben und Karriere
Als Sohn eines Arztes besuchte er in Paris zunächst die Schauspielschule Cours Simon und trat am Théâtre National Populaire und im Kabarett auf. Gene Kelly entdeckte ihn in einem Nachtclub als guten Tänzer und gab ihm 1956 eine Rolle in Straße des Glücks. In Komödien der Nouvelle Vague überzeugte Cassel ab Beginn der 1960er Jahre als humoristisches Sexsymbol. Er war der bevorzugte Held von Regisseur Philippe de Broca. Von 1966 bis 1974 war Cassel Vorsitzender der französischen Schauspielergewerkschaft.
Seine Filmpartnerinnen in den 1960er und 1970er Jahren waren Schauspielerinnen wie Françoise Dorléac (Die tolle Masche, Auch Stehlen will gelernt sein), Catherine Deneuve (Ich war eine männliche Sexbombe), Jean Seberg (Liebhaber für fünf Tage), Cornelia Froboess (Der Korporal in der Schlinge), Simone Signoret (Armee im Schatten), Brigitte Bardot (Der Bär und die Puppe), Stéphane Audran (Der Riß), Claude Jade (Le bateau sur l’herbe) und Jacqueline Bisset (Die Schlemmer-Orgie).
Im englischsprachigen Kino repräsentierte er den Archetyp des Franzosen, so beispielsweise als Schlafwagenschaffner in Mord im Orient-Expreß, als Draufgänger Pierre Dubois in Die tollkühnen Männer in ihren fliegenden Kisten, als König Ludwig XIII. in Die drei Musketiere und Die vier Musketiere – Die Rache der Mylady wie auch als Modeschöpfer in Prêt-à-Porter. Im Jahr 1973 trat er auch in der zweiten Folge der deutschen Serie Klimbim als Gaststar auf.
Cassel starb am 19. April 2007 nach langer Krankheit in Paris. Sein letzter Film Asterix bei den Olympischen Spielen, in dem er Miraculix verkörperte, kam Anfang 2008 in die deutschen Kinos.
Cassel war mit Sabine Cassel-Lanfranchi verheiratet. Aus ihrer Ehe gingen drei Kinder hervor: der Schauspieler Vincent Cassel (* 1966) und der Rapper Mathias Crochon; die Tochter Olivia (* 10. Dezember 1967; † 28. Januar 1968) starb am plötzlichen Kindstod. Sabine Cassel-Lanfranchi verließ Cassel wegen des Choreographen Michael Bennet. Später war Cassel mit Anne Célérier verheiratet, gemeinsam mit ihr hatte er die Tochter Cécile Cassel (* 1982), die Schauspielerin und Sängerin ist.

## Filmografie (Auswahl)
- 1953: Ein Akt der Liebe (Un acte d’amour)
- 1957: Straße des Glücks (The Happy Road)
- 1957: Woll’n Sie nicht mein Mörder sein? (Comme un cheveu sur la soupe)
- 1958: Im Dunkel der Nacht (Le Désordre et la nuit)
- 1958: Mit den Waffen einer Frau (En cas de malheur)
- 1959: Liebesspiele (Les Jeux de l’amour)
- 1960: Candide oder: Der Optimismus im 20. Jahrhundert (Candide ou l’optimisme au XXe siècle)
- 1961: Wo bleibt die Moral, mein Herr? (Le Farceur)
- 1961: Liebhaber für fünf Tage (L’Amant de cinq jours)
- 1961: Lieben Sie Brahms? (Goodbye Again)
- 1961: Kaiserliche Hoheit (Napoléon II, l’aiglon)
- 1962: Die tolle Masche (La Gamberge)
- 1962: Die sieben Hauptsünden (Les Sept péchés capitaux)
- 1962: Der Korporal in der Schlinge (Le Caporal épinglé)
- 1962: Auch Stehlen will gelernt sein (Arsène Lupin contre Arsène Lupin)
- 1963: Eine Frau ging vorbei (Nunca pasa nada)
- 1964: Ehen zu dritt (Alta infedeltà)
- 1964: Die Frauen sind an allem schuld (Les Plus belles escroqueries du monde)
- 1964: Cyrano und d’Artagnan (Cyrano et d'Artagnan)
- 1964: Ich war eine männliche Sexbombe (Un monsieur de compagnie)
- 1965: Die tollkühnen Männer in ihren fliegenden Kisten (Those Magnificent Men in their Flying Machines or How I Flew from London to Paris in 25 Hours 11 Minutes)
- 1965: Die Festung fällt, die Liebe lebt (Les Fêtes galantes)
- 1966: Brennt Paris? (Paris brûle-t-il?)
- 1967: Mordgeschichten (Jeu de massacre)
- 1968: Ladies, Ladies (Le dolci signore)
- 1968: Unbestand ist aller Liebe Anfang (La Double inconstance)
- 1969: Der Bär und die Puppe (L’Ours et la poupée)
- 1969: Oh! What a Lovely War
- 1969: Armee im Schatten (L’Armée des ombres)
- 1970: Der Riß (La Rupture)
- 1970: Jumbo – Ein Elefantenleben
- 1971: Le bateau sur l’herbe
- 1971: Malpertuis (Malpertusi)
- 1972: Der diskrete Charme der Bourgeoisie (Le Charme discret de la bourgeoisie)
- 1973: Baxter und die Rabenmutter (Baxter!)
- 1973: Die drei Musketiere (The Three Musketeers)
- 1973: Das wilde Schaf (Le Mouton enragé)
- 1974: Die vier Musketiere – Die Rache der Mylady (The Four Musketeers)
- 1974: Mord im Orient-Express (Murder on the Orient Express)
- 1975: Bleib mir ja vom Leib (That Lucky Touch)
- 1975: Dr. med. Francoise Gailland (Docteur Francoise Gailland)
- 1976: Die gekochten Eier (Les Oeufs brouillés)
- 1976: Die verrückten Reichen (Folies bourgeoises)
- 1978: Die Schlemmer-Orgie (Who Is Killing the Great Chefs of Europe?)
- 1978: Annas Begegnungen (Les Rendez-vous d'Anna)
- 1979: Nur drei kamen durch (Contro 4 bandiere)
- 1979: Grandison
- 1979: Ein seltsames Spiel (La giacca verde)
- 1979: Wencke, Udo und der blaue Diamant
- 1980: 5 Prozent Risiko (5 % de risques)
- 1980: Superman II – Allein gegen alle (Superman II)
- 1981: Doch das Leben geht weiter (La Vie continue)
- 1981: Die nackte Frau (Nudo di donna)
- 1982: Alicja im Horrorland (Alicja)
- 1982: Eine Frau wie ein Fisch (La Truite)
- 1985: Meilensteine des Lebens (Tranches de vie)
- 1986: Sommer ’36 (L’Été 36)
- 1987: Das Geheimnis der Sahara (Il segreto del Sahara, Fernsehmehrteiler)
- 1988: Chouans! – Revolution und Leidenschaft (Chouans!)
- 1988: Il giovane Toscanini
- 1989: Die Rückkehr der Musketiere (The Return of the Musketeers)
- 1990: Das Phantom der Oper (The Phantom of the Opera, Fernsehzweiteiler)
- 1990: Der teuflische Mr. Frost (Mister Frost)
- 1990: Vincent und Theo (Vincent & Theo)
- 1990: Aufnahme: Mord (The Fatal Image)
- 1990: Anthony, das Kindermädchen (Un amour de banquier)
- 1991: Der Gefallen, die Uhr und der sehr große Fisch (The Favour, the Watch and the Very Big Fish)
- 1991: Prinzessin Fantaghirò (Fantaghirò)
- 1992: Mit Schwert und Leidenschaft (De terre et de sang)
- 1992: Geliebte Agentin (Notorious)
- 1992: Verschwörung der Kinder (Sur la terre comme au ciel)
- 1993: Ein Schluck mit Folgen (Coup de jeune)
- 1993: Lola liebt’s schwarzweiß (Métisse)
- 1993: Elissa Rhais (Le Secret d’Elissa Rhais)
- 1993: Das Geheimnis des 13. Wagens (La Treizième voiture)
- 1994: Die Hölle (L’Enfer)
- 1994: Prêt-à-Porter
- 1995: Biester (La Cérémonie)
- 1995: Tatort – Eine todsichere Falle
- 1998: Tristan und Isolde – Eine Liebe für die Ewigkeit (Il cuore e la spada)
- 1999: Sandrine sieht rot (Trafic d’influence)
- 2000: Sade
- 2000: Die purpurnen Flüsse (Les Rivières pourpres)
- 2003: Sense für den Boss (La Faux)
- 2003: Die hölzerne Kamera (The Wooden Camera)
- 2003: Michel Vaillant
- 2004: Die wunderbare Welt des Gustave Klopp (Narco)
- 2006: Einmal Polizist, immer Polizist (Vous êtes de la Police?)
- 2006: Keine Lüge ohne dich (Mauvaise foi)
- 2007: Gene Broadway – Tanz … oder Liebe? (J’aurais voulu être un danseur)
- 2007: Counter Investigation – Kein Mord bleibt ungesühnt (Contre-enquête)
- 2007: Schmetterling und Taucherglocke (Le Scaphandre et le papillon)
- 2008: Asterix bei den Olympischen Spielen (Astérix aux Jeux Olympiques)